# Трушков, Виктор Васильевич
Ви́ктор Васи́льевич Трушко́в (1 мая 1940, Серов — 14 мая 2021, Москва) — советский и российский журналист, философ

, специалист в области социальной философии и политологии. Активный деятель КПРФ.
Доктор философских наук, профессор кафедры истории и теории политики МГУ имени М. В. Ломоносова, политический обозреватель газеты «Правда».

## Биография
Окончил филологический факультет Уральского государственного университета им. А. М. Горького. С 1961 по 1969 год работал в Серове учителем литературы и русского языка в средней школе № 21, литсотрудником, а затем заведующим промышленным отделом редакции газеты «Серовский рабочий».
В 1969—1984 годах преподавал философию в вузах Тюмени: сначала в мединституте, а затем в университете; с 1980 года заведовал университетской кафедрой философии. В 1984 году был приглашён в Москву в редакцию газеты «Советская Россия» на должность редактора по отделу пропаганды — члена редколлегии. Через три года вернулся на преподавательскую работу. В 1987—1988 годах заведовал кафедрой общественных наук во Всесоюзном институте повышения квалификации работников печати Госкомиздата СССР. В 1988 году приглашён руководителем кафедры теории социализма и политологии Московской высшей партийной школы — Российского социально-политического института. Одновременно в 1990—1991 годах был политическим обозревателем — членом редколлегии журнала ЦК КПСС «Диалог». После августовских событий 1991 года — безработный.
С декабря 1991 года заведовал кафедрой политологии Российского социального института. В мае 1992 года перешёл в газету «Правда» политическим обозревателем и вскоре был избран членом редколлегии. Осенью 1996 года переведён в редакцию партийного еженедельника «Правда России» — сначала политобозревателем, затем — заместителем главного редактора, при этом продолжал тесно сотрудничать с газетой «Правда». В мае 2004 года вернулся в «Правду» на должность политического обозревателя, является им до настоящего времени.
С 1992 года Трушков совмещает журналистику с преподавательской работой в Московском государственном институте электроники и математики (техническом университете) — профессор кафедры культурологии, с 1997 года — заведующий кафедрой философии.
В 1971 году защитил кандидатскую («Социальные проблемы среднего специального образования в СССР»), а через 10 лет — докторскую диссертацию «Культура и урбанизация: философско-социологический аспект их взаимосвязи в условиях развитого социализма», в 1983 году ВАК СССР присвоил учёное звание профессора. До переезда в Москву изучал проблемы теории культуры и урбанизации. Последние 25 лет научные интересы Трушкова прежде всего в области социальной философии, социологии и политологии.
Входил в редакционно-издательский совет международного теоретического и общественно-политического журнала «Марксизм и современность». Главред которого Тамила Яброва так характеризовала в 2013 году В. В. Трушкова: «Один из ведущих теоретиков КПРФ — противоречивый, интересный человек, очень грамотный».
Трое детей, все работают преподавателями в вузах.
Скончался 14 мая 2021 года в возрасте 81 года.

## Общественная и политическая деятельность
Член КПРФ (в КПСС с 1965 года). В 1992 году участвовал в работе Конституционного суда РФ в качестве эксперта стороны, представлявшей интересы КПСС и КП РСФСР. Был делегатом II чрезвычайного (восстановительного) съезда КПРФ (февраль 1993 года), участвовал в работе II—IX съездов КПРФ. В 1997—2004 годах был членом ЦК КПРФ. Был делегатом всех съездов НПСР, избирался членом Центрального совета НПСР (до его роспуска в 2004 году). Несколько лет был сопредседателем Центрального совета общества «Российские учёные социалистической ориентации» (РУСО). В научной и общественно-политической деятельности последовательный сторонник марксизма-ленинизма.

## Основные работы
Автор более 150 научных публикаций, в том числе пяти монографий и нескольких учебных пособий.
- Трушков В. В. Читая Ленина сегодня. — М.: Мысль, 1988.
- Трушков В. В. Общество и отечественная политическая культура. XX век.— М.: Былина, 2001.
- Трушков В. В. Реставрация капитализма в России (начальный этап). — М., 2003.
- Трушков В. В. Как державу разжаловали в «ночные сторожа» (Государство реставрации капитализма). — М., 2004.
- Философия. Учебное пособие. Издание второе, исправленное и дополненное. Под ред. проф. В. В. Трушкова . — М.: Былина, 2003.
- Философия. Учебное пособие. Издание второе, исправленное и дополненное. Под ред. проф. В. В. Трушкова . — М.: Былина, 2004.
- Философия. Историко-философское введение. Учебно-методическое пособие для семинарских занятий в технических университетах. / Под ред. проф. В. В. Трушкова и проф. Л. А. Филиппенко. — М.: МИЭМ, 2005.
- Депутаты фракции Коммунистической партии Российской Федерации в Государственной думе четвёртого созыва. 2004—2007 годы. — М.: Издание Государственной Думы, 2008.
- О работе фракции Коммунистической партии Российской Федерации в Государственной думе в 2008 году. — М.: Издание Государственной Думы, 2008.
- Россия в тисках кризиса. О работе фракции Коммунистической партии Российской Федерации в Государственной думе в 2008 году. — М.: Издание Государственной Думы, 2008
- Трушков В. В. Генезис социального познания. — М.: МИЭМ, 2009.
- Трушков В. В. Судьбы отечественной науки. — М.: МИЭМ, 2009.
- Философия и история науки. Учебное пособие для аспирантов. Под ред. проф. В. В. Трушкова, проф. Л. А. Филиппенко, проф. С. М. Мокроусова. — М.: МИЭМ, 2010.
- От информационных технологий к информационному обществу? Сборник докладов студенческой научной конференции. / Под ред. проф. В. В. Трушкова, проф. Л. А. Филиппенко, доц. С. А. Скляренко. — М.: МИЭМ, 2010.
- Трушков В. В. Ленинизм — это марксизм революционной эпохи перехода от капитализма к социализму. — М., 2010
- Трушков В. В. Ленинизм на баррикадах современности. — Киев, 2012
- Трушков В. В. Пролетарии всех стран соединяются. — М.: 2013